# Werner Eidherr

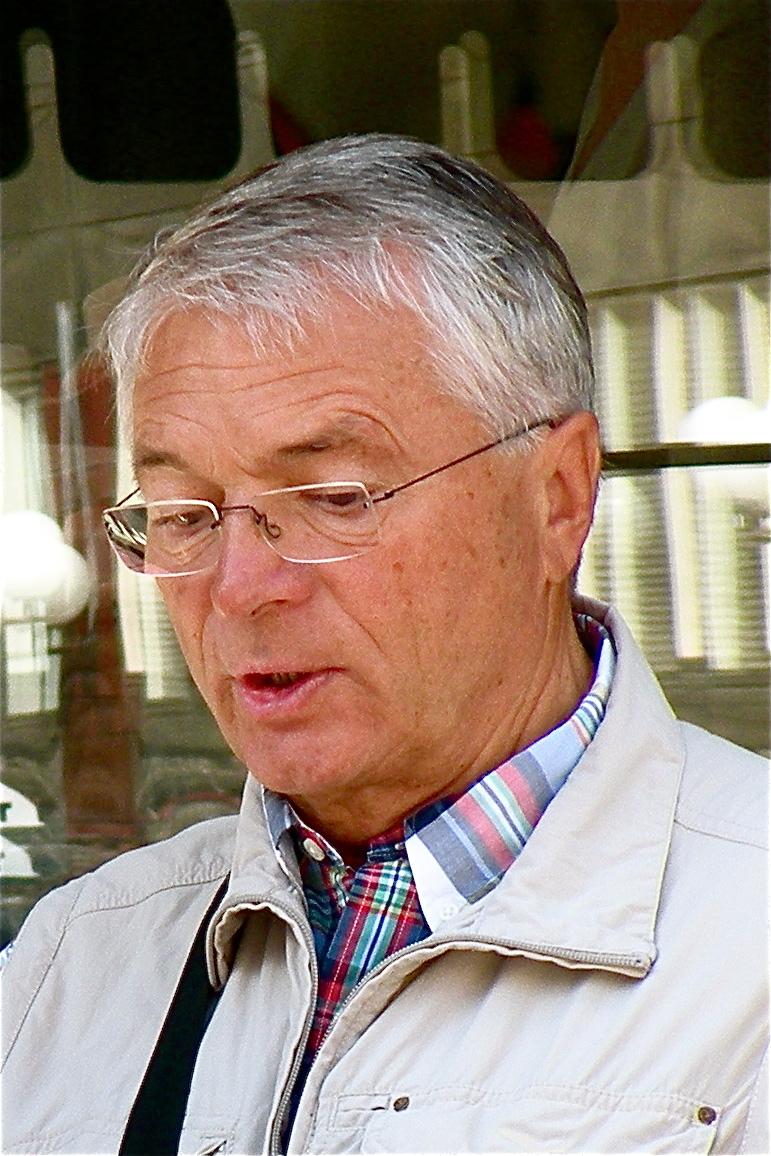
Werner Eidherr (2011)

Werner Eidherr (* 18. September 1941 in Wien) ist ein österreichischer Bankmanager. Er war von 2001 bis 2012 Präsident des Österreichischen Genossenschaftsverbandes (ÖGV).

## Leben und Werdegang
Werner Eidherr studierte Betriebswirtschaft an der Hochschule für Welthandel in Wien, war im Baustoffhandel und in einer Steuerberatungskanzlei tätig und wechselte 1975 zur ÖVAG, wo er das Vorstandssekretariat leitete und Sonderaufgaben bei verschiedenen Volksbanken übernahm.
Eidherr ist mit Claudia verheiratet und hat drei Kinder. Seit 1960 ist er Mitglied der katholischen Studentenverbindung KÖStV Rudolfina Wien.

## Funktionen
Von 1979 bis 2008 war er Vorstand und Geschäftsleiter der Volksbank Kufstein.
Von 2001 bis 2012 war er Präsident des Österreichischen Genossenschaftsverbandes und damit Interessensvertreter der österreichischen Volksbanken mit mehr als 5000 Mitarbeitern und einer Bilanzsumme von knapp € 30 Milliarden. Dem Verband gehören auch an die 100 Waren-, Dienstleistungs- und Produktivgenossenschaften an, darunter ADEG, APA, Intersport, Sport 2000 und Red Zac.
Er übte zahlreiche Aufsichtsrats- und Beiratsfunktionen in Unternehmen des Schulze-Delitzsch-Verbundes aus, u. a. war er Vizepräsident des Beirates der ÖVAG, Vorsitzender des Aufsichtsrates der Allgemeinen Bausparkasse, Vorsitzender des Beirates der Volksbankenakademie, Vorsitzender in den Solidaritätseinrichtungen des Volksbankenverbundes und Vorsitzender des Aufsichtsrates der Volksbank-Quadrat Bank AG, die mit ihren Erfolgsanteilen die Beteiligung an der Volksbank Gruppe ermöglicht.
Außerhalb des Sektors wirkte Eidherr als Vorsitzender-Stellvertreter des Fachhochschulvereines Inntal und als Vorstandsmitglied der Lebenshilfe des Bezirks Kufstein.

## Auszeichnungen
- 2005 wurde ihm vom Bundeskanzler auf Grund seiner Verdienste um die mittelständische Wirtschaft der Titel Kommerzialrat verliehen.
- Großes Ehrenzeichen in Gold am Bande des Österreichischen Genossenschaftsverbandes (2008)

| Personendaten    | Personendaten                |
| ---------------- | ---------------------------- |
| NAME             | Eidherr, Werner              |
| KURZBESCHREIBUNG | österreichischer Bankmanager |
| GEBURTSDATUM     | 18. September 1941           |
| GEBURTSORT       | Wien                         |